# Rossell (kommun i Spanien)
Rossell är en kommun i Spanien.   Den ligger i provinsen Província de Castelló och regionen Valencia, i den östra delen av landet, 300 km öster om huvudstaden Madrid. Antalet invånare är 1 160. Arean är 75 kvadratkilometer. Rossell gränsar till Canet lo Roig, Puebla de Benifasar, Sant Rafel del Maestrat, Vallibona och La Sénia. 
Terrängen i Rossell är kuperad åt nordväst, men åt sydost är den platt.